# الكوخ (رواية)
الكوخ هي إحدى روايات الروائية الأمريكية دانيال ستيل (بالإنجليزية: The Cottage)‏ وهي من الروايات الرومانسية.

## نبذة قصيرة
تدور أحداث الرواية عن ممثل شهير معتزل بعد كبر سنه تضطره الظروف إلى تأجير غرف من منزله المشهور باسم الكوخ لأشخاص يغير وجودهم حياته بصورة لم يكن يتوقعها أبداً وخصوصاًفي مثل سنه.